# TOKYOセクシーナイト
「TOKYOセクシーナイト」 (とうきょうセクシーナイト）は、恵比寿★マスカッツの1枚目のシングルCD。

## 概要
- 楽曲「TOKYOセクシーナイト」は2015年10月8日（7日深夜）放送の「マスカットナイト」第1回冒頭で初披露された。振付は振付稼業air:manが行っている。以降同番組のオープニングテーマ及びエンディングテーマとして使用されている。
- CDは2015年11月25日発売。初回限定版A、初回限定版B、通常版の3形態でリリース。初回限定版A、初回限定版BにはDVDが付属されている。封入特典として生写真が各版12種のうち1種ランダム封入されている（全36種）。
- 初回限定版A付属DVDに収録されている「TOKYOセクシーナイト」Music Video(MV)の監督は品川ヒロシ。11月5日（4日深夜）放送の「マスカットナイト」第5回で初披露された際、監督名が「MV監督:品川庄司」とコンビ名で表示されていたため、監督名の訂正とMV撮影時の不満を訴えるため品川本人が11月19日（18日深夜）放送の「マスカットナイト」第7回に出演[1]。以降「MV監督:品川ヒロシ」と正しく訂正された。

## 収録曲
CDは3形態共通。2曲とも作詞：Maccoi、作曲:Face 2 fAKE。
1. TOKYOセクシーナイト (4:33)
2. Pressure Bomber (4:05)
3. TOKYOセクシーナイト（Instrumental） (4:33)
4. Pressure Bomber（Instrumental） (4:01)

## 盤形態
- 初回限定盤A　PCCA-04301　￥1,667（本体）+税。　
  - ジャケット：金色を基調としたジャケット。金色の★を背景に、中央に川上奈々美。
  - CD
  - 付属DVD：「TOKYOセクシーナイト Music Video・ジャケット撮影メイキング・MV撮影メイキング」を収録。
  - 封入特典：生写真ランダム封入。全12種より1種。（川上奈々美、石岡真衣、沖田杏梨、古川いおり、夏目花実、由愛可奈、さくらゆら、辻本杏、松岡凛、星野ナミ、臼井愛佳、集合A）

- 初回限定盤B　PCCA-04302　￥1,667（本体）+税
  - ジャケット：銀色を基調としたジャケット。銀色の★を背景に、中央にティア。
  - CD
  - 付属DVD：「EBISU★MUSCATS Self Introduction-30 seconds limitation-」を収録。
  - 封入特典：生写真ランダム封入。全12種より1種。（ティア、湊莉久、明日花キララ、あやみ旬果、白石茉莉奈、利麗、上原亜衣、吉澤友貴、藤原亜紀乃、神崎紗衣、臼井理佳、集合B）

- 通常版　PCCA-70463　￥926（本体）+税
  - ジャケット：金色を基調としたジャケット。金色の大きな★を背景に、メンバー33名全員が掲載されている。
  - CD
  - 封入特典：生写真ランダム封入。全12種より1種。（小島みなみ、神咲詩織、辰巳シーナ、天使もえ、桃乃木かな、葵つかさ、田森美咲、永瀬あや、彩乃なな、三田羽衣、小野美公、集合C）

## リリースイベント
2015年10月31日から12月6日まで土曜日・日曜日・祝日に楽曲披露、握手会、撮影会を中心としたリリースイベントが実施された。
| 開催日                   | 開催場所                                          | 部    | 出演メンバー （★印:その回のMC）                                                               | 備考 |
| ------------------------ | ------------------------------------------------- | ----- | --------------------------------------------------------------------------------------------- | ---- |
| 10月31日 （土曜日）      | ポニーキャニオン イベントスペース （東京都）      | 第1部 | ★川上、ティア、葵、神咲、古川、由愛、吉澤、小野、田森、辰巳、臼井愛佳、三田                   |      |
| 10月31日 （土曜日）      | ポニーキャニオン イベントスペース （東京都）      | 第2部 | ★川上、ティア、葵、白石、彩乃、辻本、星野、小野、夏目、神崎、臼井理佳                         |      |
| 11月1日 （日曜日）       | ポニーキャニオン イベントスペース （東京都）      | 第1部 | ★川上、ティア、葵、神咲、小島、辻本、由愛、小野、夏目、田森、臼井理佳、三田                   |      |
| 11月1日 （日曜日）       | ポニーキャニオン イベントスペース （東京都）      | 第2部 | ★川上、ティア、葵、吉澤、湊、古川、彩乃、小野、夏目、神崎、辰巳、臼井愛佳                     |      |
| 11月3日 （火曜日 祝日）  | ポニーキャニオン イベントスペース （東京都）      | 第1部 | 川上、★神咲、葵、彩乃、湊、桃乃木、小野、田森、三田、臼井愛佳、吉澤                           |      |
| 11月3日 （火曜日 祝日）  | ポニーキャニオン イベントスペース （東京都）      | 第2部 | ティア、★神咲、小島、古川、さくら、上原、小野、石岡、夏目、辰巳、吉澤                         |      |
| 11月7日 （土曜日）       | モザイクモール港北2階 STYLE'S STUDIO （神奈川県） | 第1部 | ティア、神咲、★古川、桃乃木、辻本、利麗、田森、辰巳、三田、神崎                               |      |
| 11月7日 （土曜日）       | モザイクモール港北2階 STYLE'S STUDIO （神奈川県） | 第2部 | 川上、神咲、沖田、吉澤、星野、★湊、利麗、小野、石岡、夏目、臼井理佳                           |      |
| 11月8日 （日曜日）       | ポニーキャニオン イベントスペース （東京都）      | 第1部 | ★川上、ティア、明日花、桃乃木、吉澤、小野、利麗、石岡、神崎、三田、藤原                       |      |
| 11月8日 （日曜日）       | ポニーキャニオン イベントスペース （東京都）      | 第2部 | 川上、ティア、明日花、さくら、湊、辰巳、小野、藤原、★夏目、田森、吉澤                         |      |
| 11月15日 （日曜日）      | ポニーキャニオン イベントスペース （東京都）      | 第1部 | ★川上、神咲、葵、さくら、白石、天使、利麗、小野、臼井愛佳、藤原、吉澤                         |      |
| 11月15日 （日曜日）      | ポニーキャニオン イベントスペース （東京都）      | 第2部 | ティア、神咲、天使、★小島、辻本、由愛、桃乃木、田森、松岡、臼井理佳、吉澤                     |      |
| 11月22日 （日曜日）      | ポニーキャニオン イベントスペース （東京都）      | 第1部 | 川上、ティア、彩乃、上原、桃乃木、利麗、永瀬、神崎、藤原、吉澤、★古川                         |      |
| 11月22日 （日曜日）      | ポニーキャニオン イベントスペース （東京都）      | 第2部 | ティア、★白石、上原、古川、桃乃木、辰巳、藤原、彩乃、吉澤、永瀬                               |      |
| 11月23日 （月曜日 祝日） | 大崎ブライトコアホール （東京都）                 | 第1部 | 川上、ティア、★明日花、桃乃木、吉澤、小野、利麗、石岡、神崎、三田、藤原                       |      |
| 11月23日 （月曜日 祝日） | 大崎ブライトコアホール （東京都）                 | 第2部 | 川上、ティア、★明日花、さくら、湊、辰巳、小野、藤原、夏目、田森、吉澤                         |      |
| 11月28日 （土曜日）      | ベルサール六本木1Fホール （東京都）               | 第1部 | 川上、★ティア、葵、さくら、古川、彩乃、沖田、星野、桃乃木、小野、夏目、利麗、田森、永瀬、辰巳 |      |
| 11月28日 （土曜日）      | ベルサール六本木1Fホール （東京都）               | 第2部 | 川上、ティア、葵、さくら、古川、★神咲、由愛、吉澤、小野、夏目、利麗、田森、石岡               |      |
| 11月29日 （日曜日）      | ヴィーナスフォート教会広場 （東京都）             | 第1部 | ★川上、ティア、葵、さくら、上原、あやみ、天使、沖田、小野、夏目、田森、臼井愛佳、辰巳         |      |
| 11月29日 （日曜日）      | ヴィーナスフォート教会広場 （東京都）             | 第2部 | ★川上、ティア、葵、さくら、あやみ、天使、桃乃木、彩乃、小野、利麗、藤原、臼井理佳、三田、石岡 |      |
| 12月6日 （日曜日）       | ポニーキャニオン イベントスペース （東京都）      | 第1部 | 川上、ティア、天使、葵、小島、神咲、★湊、星野、小野、利麗、辰巳                               |      |
| 12月6日 （日曜日）       | ポニーキャニオン イベントスペース （東京都）      | 第2部 | ★川上、ティア、天使、葵、白石、上原、あやみ、夏目、石岡、田森、神崎                           |      |